# Чобеніца
Чобеніца (рум. Ciobănița) — село у повіті Констанца в Румунії. Входить до складу комуни Мерень.
Село розташоване на відстані 180 км на схід від Бухареста, 33 км на південний захід від Констанци.

## Населення
За даними перепису населення 2002 року у селі проживали 322 особи.
Національний склад населення села:
| Національність | Кількість осіб | Відсоток |
| -------------- | -------------- | -------- |
| румуни         | 305            | 94,7%    |
| татари         | 17             | 5,3%     |

Рідною мовою назвали:
| Мова      | Кількість осіб | Відсоток |
| --------- | -------------- | -------- |
| румунська | 305            | 94,7%    |
| татарська | 17             | 5,3%     |